# 20e eeuw
De 20e eeuw (van de christelijke jaartelling) is de 20e periode van 100 jaar, dus bestaande uit de jaren 1901 tot en met 2000. De 20e eeuw behoort tot het 2e millennium.

## Langjarige gebeurtenissen en ontwikkelingen

### Wereldoorlogen
De ramp van RMS Titanic (1912)
- De Eerste Wereldoorlog (1914-1918)
- De Armeense Genocide (1915-1923)
- De ramp van HMHS Britannic (1916)
- De Weimarrepubliek, mislukt door de gigantische herstelbetalingen, de economische wereldcrisis en de opkomst van het nationaalsocialisme
- De Spaanse Burgeroorlog (1936-1939), die door de Asmogendheden wordt aangegrepen om hun luchtmachten te testen
- De Tweede Wereldoorlog (1939-1945)
- De Holocaust (1938-1945)
- De atoombommen op Hiroshima en Nagasaki en vervolgens de nucleaire wedloop
- De Koude Oorlog (1945-1989)
- In de decennia na de Tweede Wereldoorlog wordt bijna elk Duits ontwerp van de wonderwapens verder doorontwikkeld tot verfijnd wapentuig door de Verenigde Staten, de Sovjet-Unie en andere geallieerde machten. Zo ontstaat de wapenwedloop die de Koude Oorlog kenmerkt.
- Het IJzeren Gordijn en de Berlijnse Muur worden de symbolen van een gedeeld Europa.
- De grootmachten vermijden een rechtstreekse confrontatie en vechten hun conflicten uit in proxy-oorlogen, zoals de Koreaanse Oorlog, de Vietnamoorlog, de Angolese en de Congolese burgeroorlog.

### Internationale organen
- De Volkenbond wordt opgericht na de Eerste Wereldoorlog en moet een permanente ontmoetingsplaats worden waar de internationale conflicten vreedzaam worden opgelost. Maar in de jaren dertig wordt het orgaan vleugellam door de oorlogszuchtige stemming in de wereld. Na de Tweede Wereldoorlog komen de Verenigde Naties ervoor in de plaats, met meer gezag en meer leden.
- Na het Permanent Hof van Arbitrage wordt ook het Permanent Hof van Internationale Justitie opgericht en gevestigd in het Vredespaleis te Den Haag.

### Amerika
- De Verenigde Staten nemen de plaats over van het Verenigd Koninkrijk als wereldmacht. In beide wereldoorlogen geeft hun intrede de doorslag bij de eindoverwinning. Na de Eerste Wereldoorlog trekken ze zich nog terug van het wereldpodium, maar na de Tweede Wereldoorlog worden ze leidend in de Verenigde Naties en de NAVO.
- Na de Tweede Wereldoorlog komt de Verenigde Staten met het Marshallplan, dat voor de wederopbouw van de door de oorlog getroffen landen in Europa moet zorgen.
- Door arbeidsschaarste in het noorden komt vanaf 1916 in de VS de Great Migration op gang. Afro-Amerikanen trekken van het platteland in het zuiden naar industriesteden als Chicago, Detroit, New York, Washington en Cleveland (Ohio). Ze zoeken niet alleen meer welvaart, maar ook bevrijding van de segregatie en rassendiscriminatie in het zuiden.
- Er komen nieuwe groepen immigranten naar Latijns-Amerika: Aziaten vestigen zich in de landen aan de Pacifische kust, Italianen migreren naar Zuidelijk Zuid-Amerika, personen uit het Midden-Oosten verspreiden zich over het hele continent en Duitsers trekken naar de binnenlanden.

### Europa
- Omdat de Balkanoorlogen hebben geleid tot de Eerste Wereldoorlog, wordt in 1919 het Koninkrijk Joegoslavië gesticht. Hierbinnen is Servië de dominante deelstaat. Na de Tweede Wereldoorlog onderdrukt de communistische president Tito elke nationalistische uiting, maar tien jaar na zijn dood leiden de tegenstellingen tot het uiteenvallen van Joegoslavië (1992-1995)
- De Russische Revolutie (1917)
- Voornamelijk in de eerste helft van de 20e eeuw worden miljoenen burgers van de Sovjet-Unie tot dwangarbeid gedwongen. Hele volken worden gedeporteerd en ingezet bij grote projecten als het Witte Zeekanaal. Grote werkkampen (Goelags) zijn er bij Magnitogorsk, Vorkoeta en in de beruchte regio Kolyma. Velen (miljoenen) komen hierbij om het leven; bij de aanleg van het Witte Zeekanaal alleen al ongeveer 100.000 mensen.
- De Europese integratie begint met de Benelux, al snel groeiend naar de Europese Gemeenschap voor Kolen en Staal en culminerend in de oprichting van de Europese Unie.
- Ierland wordt enkele jaren na de Paasopstand een Vrijstaat en later een katholieke republiek. De zes noordelijke graafschappen blijven Brits, en krijgen als Ulster beperkt zelfbestuur. De katholieken zijn er tweederangsburgers; ze komen in 1969 in opstand. Als Britse troepen ingrijpen, komt het slapende Ierse Republikeinse Leger weer tot leven. De gebeurtenissen van volgende decennia worden The troubles genoemd. Het Goede Vrijdag-akkoord van 1998 sluit de burgeroorlog af met een gedeeld zelfbestuur.

### Derde wereld
- Italië probeert zich alsnog te scharen onder de koloniale mogendheden. Na de Turks-Italiaanse oorlog van 1911-1912 sticht het een kolonie in de Osmaanse provincies Cyrenaika en Tripolitanië. In 1936 valt het Abessinië binnen, waar het gifgas nodig heeft om de krijgers van Haile Selassie de baas te worden.
- De Duitse koloniën worden na de Eerste Wereldoorlog door de Volkenbond uitgegeven als mandaatgebied.
- Het dekolonisatieproces. Vanaf het begin van de eeuw ontstaan bewegingen in Azië gericht op zelfbeschikking. In het Atlantisch Handvest beloven de geallieerde leiders Franklin D. Roosevelt en Winston Churchill zelfbeschikking na de oorlog aan alle volken.
- België bezet in 1916 een stuk van Duits-Oost-Afrika dat aan Congo grenst. Dit gebied wordt vanaf 1924 officieel als het mandaatgebied Ruanda-Urundi beheerd, met later de opdracht van de Verenigde Naties om het voor te bereiden op onafhankelijkheid. De Belgen krijgen door de dynamiek van het proces de tijd niet om dit goed voor te bereiden, en de onafhankelijkheid van 1962 is het startpunt van terugkerende onlusten tussen Tutsi's en Hutu's.
- Zuid-Afrika wordt na de Tweede Boerenoorlog een federale staat. Als in 1948 de Boeren aan de macht komen, wordt de apartheid ingevoerd. De "politiek van gescheiden ontwikkeling" leidt in de praktijk tot ontwikkeling van de blanken en onderontwikkeling van de zwarten. Het Bloedbad van Sharpeville leidt tot uitstoting van het land uit het Britse Gemenebest. Het Afrikaans Nationaal Congres wordt buiten de wet gesteld, en haar leiders worden geïnterneerd op Robbeneiland. Een internationale boycot dwingt de Boeren na 1990 tot een vreedzame overdracht van de macht aan de zwarte meerderheid.

### Verre Oosten
- De Xinhai-revolutie, begin van de Republiek China (1911-1912)
- De Chinese revolutie (1949)
- De Koreaanse Oorlog (1950-1953)
- De Vietnamoorlog (1955-1975)

Midden-Oosten
- Tijdens de Eerste Wereldoorlog vechten de Arabische landen zich vrij van het Osmaanse Rijk. Ze zijn daartoe aangezet door Groot-Brittannië, dat echter in een geheim verdrag met Frankrijk de invloedssferen al heeft verdeeld. Het Panarabisme bloeit na de Tweede Wereldoorlog weer op, maar leidt niet tot ontwikkeling en welvaart.
- Het Ottomaanse Rijk verliest de Eerste Wereldoorlog en wordt bezet door de geallieerden, waarna het uiteen valt (1918). Ottomaans officier Mustafa Kemal Atatürk organiseert een succesvolle opstand, waarna de staat Turkije ontstaat (1922). Atatürk schaft het sultanaat en het kalifaat af, waarna onder zijn leiding een moderne samenleving wordt opgebouwd in Turkije. Staat en religie worden gescheiden. De Turken moeten westerse kleding dragen en het Arabische schrift wordt vervangen door het Latijnse. In 1952 wordt het land, dat inmiddels de parlementaire democratie heeft ingevoerd, lid van de NATO. Het land probeert daarna zonder succes lid te worden van de Europese Economische Gemeenschap en de opvolger ervan de Europese Unie.
- De stichting van de staat Israël (1948), gevolgd door drie oorlogen met de omringende Arabische landen.

Wereldbevolking
- Tussen 1900 en 2000 groeit de wereldbevolking van 1,6 miljard naar 6 miljard mensen. Het hoogtepunt van deze groei ligt rond 1970 als het percentage boven de 2% per jaar ligt. Sindsdien heeft zich een daling ingezet van de groei.
- In het Westen neemt de groei van de bevolking af door geboorteregeling. De introductie van de anticonceptiepil na 1960 is een mijlpaal in deze ontwikkeling. De Rooms-Katholieke Kerk blijft de meeste middelen van geboortebeperking afwijzen, maar het kerkvolk vindt steeds meer zijn eigen weg.
- In de Derde Wereld neemt de bevolking explosief toe door de betere gezondheidszorg. Het adagium "The rich get richer, the poor get children" is van toepassing geworden op de wereldbevolking.

Suriname
- Bauxiet, een belangrijk bestanddeel voor aluminium, vormt vanaf de ontdekking in 1915 een belangrijke pijler onder de economie van Suriname, vooral tijdens de Tweede Wereldoorlog, als het land uitgroeit tot de grootste aluminiumleverancier voor de Amerikaanse wapenindustrie.
- Tien jaar nadat in 1948 in het Nassaugebergte bauxiet is ontdekt, wordt de Afobakadam gebouwd. Deze stuwdam zorgt voor het ontstaan van het Brokopondostuwmeer en levert de energie voor de bauxietwinning. In de jaren 1970 is Suriname de grootste leverancier voor aluminium ter wereld. Vanaf 1982 is er een sterke daling van de prijs van aluminiumoxide, waardoor de inkomsten voor de overheid tussen 1980 en 1987 dalen van 28% naar 3%. Sindsdien loopt de productie sterk terug.

Nederland en België
- De Woningwet maakt de volkshuisvesting tot een werkveld van de overheid. Bouwplannen moeten worden getoetst op eisen van kwaliteit en sloppenwijken worden 'onbewoonbaar verklaard'. Woningbouwverenigingen worden opgericht. Woningen moeten beschikken over stromend water, een WC met afvoer en later ook een douche. Na de Tweede Wereldoorlog heerst een massale woningnood, die de regering dwingt tot een grote inspanning in de woningbouw.
- Er worden openbare badhuizen gebouwd, omdat er een grotere aandacht komt voor hygiëne, gezondheid en levensstijl. Veel badhuizen zijn een soort openbare badkamers voor de gewone man, daar de arbeiderswoningen vaak zonder sanitaire voorzieningen worden opgeleverd. Wanneer de badhuizen overbodig worden, raken de sauna's in zwang.
- Opkomst van het maatschappelijk werk in de vorm van woonmaatschappelijk werk, bedrijfsmaatschappelijk werk, armenzorg, jeugdzorg en bejaardenzorg.
- Vanaf 1898 is Vlaanderen tweetalig, maar de Vlamingen voelen zich behandeld als tweederangsburgers. Na een lange strijd wordt in de taalwet van 1932 het principe van eentaligheid vastgelegd voor Wallonië zowel als Vlaanderen. In 1960 wordt de taalgrens getrokken en vanaf 1970 begint een proces van federalisering van het land.

Scheepvaart en handel
- Het containervervoer wordt ontwikkeld na de Tweede Wereldoorlog en heeft de vervoersmarkt drastisch veranderd. Het is een belangrijk element bij de mondialisering. Transportkosten dalen en transportcapaciteit wordt sterk vergroot. Het handwerk bij de overslag verdwijnt en er is veel minder behoefte aan tussentijdse opslag in pakhuizen. Havenarbeiders worden vervangen door machines. De laadtijd, en dus ook de tijd dat een schip in de haven ligt, vermindert drastisch, wat dan weer zorgt voor minder verkeer in de havens. Hierdoor is er ook minder kans op schade

en diefstal.

## Innovatie

### Wetenschap
- De ontwikkeling van de kwantummechanica sinds het begin van de 20e eeuw kan, samen met die van de relativiteitstheorie, beschouwd worden als de overgang van de klassieke natuurkunde naar de moderne natuurkunde.
- Ontdekt wordt door Niels Bohr en anderen, dat atomen bestaan uit nog kleinere deeltjes: elektronen, neutronen en protonen. Na de toevallige ontdekking van de kernsplijting door de Duitser Otto Hahn in december 1938 beginnen koortsachtige experimenten om een atoombom te ontwikkelen. Succesvol is het Amerikaanse Manhattanproject.
- De ontdekking van sterrenstelsels toont de uitdijing van de ruimte aan, de Oerknaltheorie wordt geformuleerd (1948); steeds betere telescopen en ruimtevaart verschaffen inzicht op allerlei niveau.
- De opheldering van de structuur van het DNA en van het menselijk genoom en de beeldvormende diagnostiek zoals Functionele MRI geven veel inzicht in de biologische kant van het mens zijn; het behaviorisme en andere stromingen geven verdieping van het inzicht in de intrapsychische en sociale dimensie.

### Technologie
- Halfgeleiders en transistoren worden uitgevonden en elektronische schakelingen kunnen op veel kleinere schaal worden gemaakt.
- De elektriciteit vindt een snelle verbreiding en heeft grote gevolgen. De elektrificatie van spoorlijnen leidt tot snellere verbindingen en elektrisch licht komt beschikbaar in alle vertrekken van de huizen. Apparaten als de stofzuiger, het strijkijzer en later de wasmachine en de koelkast maken het huishouden veel eenvoudiger. Ze nemen de plaats in van de dienstbode, die onbetaalbaar wordt.
- De opkomst van het computertijdperk en het internet.
- Fotografie en film worden gemeengoed door de introductie van handzame camera's, van het Kodak "boxje" tot de spiegelreflexcamera en de polaroidcamera.

### Gezondheidszorg
- Er komt meer kennis van vitaminen. Een ziekte als rachitis wordt uitgebannen door het slikken van vitamine D in de vorm van levertraan, na de oorlog door de verplichte toevoeging van vitamine D aan margarine. Ook het ultraviolette licht van de hoogtezon is heilzaam.
- Tuberculose wordt uitgebannen, maar aids en hiv zijn nieuwe, moeilijk te genezen besmettelijke ziekten.
- Het gebruik van suiker neemt sterk toe, met als gevolg een groei van diabetes, dat door de ontdekking van Insuline wel beter behandelbaar wordt. Ook tandbederf door cariës neemt sterk toe.
- Ontdekking van het eerste antibioticum, penicilline, door Brits microbioloog Alexander Fleming. Mede dankzij antibiotica worden infecties als voornaamste doodsoorzaak verdrongen door degeneratieve ziektes als kanker, hart- en vaatziektes en dementie.
- Op initiatief van de Verenigde Staten wordt in 1912 het eerste Opiumverdrag gesloten. Landen verplichten zich samen te werken om niet-medisch gebruik van opiaten te verbieden en te vervolgen. Verdergaande samenwerking wordt in de jaren '60 tot stand gebracht door de Verenigde Naties in het Enkelvoudig Verdrag inzake verdovende middelen.
- De medische technologie maakt het vanaf 1978 mogelijk om door bevruchting van een eicel buiten het lichaam van de vrouw een zwangerschap tot stand te brengen (in-vitrofertilisatie).

### Landbouw en voedsel
- De traditionele familieboerderij met het gemengd bedrijf gaat zich specialiseren. Door ruilverkaveling ontstaan grote akkers en weilanden, meestal met schrikdraad in plaats van de gevlochten haag en de houtwal. Na de Tweede Wereldoorlog wordt het paard ingeruild voor de tractor, en de melkmachine stelt de boer in staat om tientallen koeien op zijn eentje te melken.
- Door het gebruik van machines en kunstmest ontstaan monocultures. Het massaal gebruik van pesticiden leidt tot vervuiling van bodem, water en lucht. Als tegenhanger ontwikkelt Rudolf Steiner de biologische landbouw.
- Ook ontstaat de grootschalige gespecialiseerde bio-industrie en intensieve veehouderij. Kalveren worden gemest in boxen, varkens op roosters in plaats van stro. Kippen zitten in legbatterijen.
- Het conserveren van voedsel voor de winter maakt een snelle ontwikkeling door. Het conservenblik, ontwikkeld in de 19e eeuw, vindt nu massale toepassing. Vanaf 1900 raakt het wecken in zwang, vijftig jaar later verdrongen door het invriezen.
- Na de Tweede Wereldoorlog dringt de "vreemde keuken" Europa binnen. Vanuit België komen de patates frites naar Nederland; uit Nederlands-Indië de nasi goreng. De Italianen brengen de pizza en de spaghetti naar het noorden. De Amerikaanse fastfood overstroomt de hele wereld en met het massatoerisme en de immigratie komen er in alle steden restaurants met exotische keukens als Vietnamees, Ethiopisch en Mexicaans.
- Het lukt nog in het geheel niet essentiële benodigdheden eerlijk te verdelen; een klein deel van de wereldbevolking consumeert zeer veel, de rest heeft honger. Door de bevolkingsexplosie in Azië kan de rijstteelt de stijgende vraag maar moeilijk bijhouden. Men vergroot de productie door de introductie van nieuwe variëteiten, kunstmest, pesticiden, nieuwe irrigatietechnieken, verbeterde zaden en het verstrekken van landbouwkredieten. Deze groene revolutie blijkt zeer succesvol. Veel landen waaronder China, Indonesië en India zijn door deze revolutie zelfvoorzienend geworden.

### Energie
- De wereld wordt afhankelijk van aardolie als brandstof voor machines en van vervoermiddelen. Aan het begin van de eeuw wordt olie nog maar op een paar plaatsen gewonnen: Kazachstan, Java en Texas. Vanaf de jaren dertig wordt het Midden-Oosten de grootste olieleverancier. In Nederland wordt vanaf 1947 olie gewonnen in Schoonebeek, vanaf 1953 in Rijswijk en vanaf 1961 ook offshore.
- Na de oprichting van de OPEC wordt de olie snel duurder. De brandstof gaat ook een belangrijke rol spelen in de internationale politiek. Zo worden de Verenigde Staten en Nederland getroffen door olieboycots wegens hun steun aan Israël.
- Aanvullende energiebronnen in de tweede eeuwhelft zijn aardgas, dat onder andere in Groningen uit de bodem wordt gehaald, en kernenergie, waarvan pas tegen het einde van de eeuw de bezwaren en gevaren worden onderkend.

### Militair
- De kleding van de soldaten te velde verandert ingrijpend: de bonte uniformjassen maken plaats voor pakken die meer dekking geven. De Engelsen verschijnen tijdens de Boerenoorlog in het kaki, waarna de Duitsers feldgrau kiezen en Nederland legergroen.
- Het gemechaniseerd geschut, de gemechaniseerde artillerie en de tanks maken het paard overbodig in de oorlogvoering.
- De onderzeeboot wordt een belangrijk wapen, waarvan in de Eerste Wereldoorlog met name de Duitsers zich bedienen om de bevoorrading van Engeland te bemoeilijken. De afkondiging van de totale duikbootoorlog brengt de Amerikanen in het strijdperk. Ook in de Tweede Wereldoorlog bestrijden de Duitse U-boten de Engelse hegemonie ter zee. In de Koude Oorlog zijn het de Russische atoomonderzeeërs en de met kernwapens uitgeruste Engelse duikboten die de wereldzeeën beheersen.
- De luchtvaart gaat een grote rol spelen in de oorlogvoering. In de Eerste Wereldoorlog dient het vliegtuig nog slechts als verkenningsmiddel. Maar het Duitse bombardement op Guernica is een ernstige waarschuwing aan de Spaanse Republiek, en in 1940 moet Nederland capituleren na het bombardement op Rotterdam. Vijf jaar later wordt de oorlog beslist door twee vliegtuigen die elk een atoombom afwerpen boven Hiroshima en Nagasaki.

### Scheep-, lucht- en ruimtevaart
- De komst van het motorschip betekent een verandering van brandstof: in plaats van steenkool wordt dieselolie gebruikt. Schepen kunnen hierdoor langere afstanden afleggen zonder te bunkeren.
- De opkomst van de luchtvaart leidt tot de oprichting van nationale luchtvaartmaatschappijen zoals KLM en Sabena, en vliegvelden als Schiphol.
- De ruimtevaart begint in 1957 met de lancering door de Sovjet-Unie van de Spoetnik. De eerste mens in de ruimte is in 1961 ook een Rus: Joeri Gagarin. De eerste mens op de maan is in 1969 de Amerikaan Neil Armstrong. Echte resultaten worden echter geboekt met behulp van onbemande robots: navigatie door middel van GPS, weersvoorspelling, communicatie, spionage, planetenonderzoek. De belangrijkste ontdekking van de bemande ruimtevaart is het belang van belast bewegen voor de botstructuur.

### Waterwerken in Nederland
- De Watersnood van 1916 geeft de stoot tot de uitvoering van het plan-Lely tot afsluiting en inpoldering van de Zuiderzee: de Zuiderzeewerken. In 1986 wordt Flevoland de 12e provincie van Nederland.
- Na de Watersnoodramp van 1953 wordt het Deltaplan ontworpen. Zeearmen als het Haringvliet worden afgesloten of, in het geval van de Oosterschelde, half afgesloten. Er ontstaan plassen voor watersport, maar de natuur loopt grote schade op.

### Overig
- Het gasfornuis, eerst gestookt op stadsgas en later op aardgas, neemt de plaats in van het kolen- of het houtfornuis.
- De ontwikkeling van de rupsband maakt het mogelijk met zware voertuigen over natte oneffen terreinen te rijden. Hij wordt toegepast in landbouwwerktuigen als de tractor en de zaaimachine, in de bouw voor bulldozers en hijskranen en in het leger voor tanks.
- De eerste Kunststoffen hebben nog een plantaardige herkomst en zijn gebaseerd op cellulose: celluloid, cellofaan en kunstzijde. Vanaf de jaren '30 worden de polymeren ontwikkeld: synthetische stoffen als nylon en plastic.  bakeliet, aluminium, Synthetisch rubber en plastic maken het gemakkelijker en goedkoper om massaproductie van consumptiegoederen te realiseren.

## Economische ontwikkelingen

### Economie en geldwezen
- De Grote Depressie van de jaren dertig inspireert de Britse econoom John Maynard Keynes tot een baanbrekende theorie: regeringen moeten anticyclisch handelen en in tijden van depressie de vraaguitval compenseren met overheidsopdrachten. De Amerikaanse president Franklin Delano Roosevelt past deze leer toe in zijn New Deal.
- De crisis van de jaren dertig maakt definitief een einde aan de gouden standaard. Wel zijn de degelijke valuta gedekt door een nationale goudvoorraad. De naoorlogse regelingen van Bretton Woods maken de Amerikaanse dollar tot spil in het internationale geldverkeer. De financiële crisis na de Vietnamoorlog leidt tot het loslaten van de vaste wisselkoersen.
- Naast de Oostenrijkse School wordt de Chicago School de tegenhanger van de leer van Keynes. Zij benadrukt de aanbodkant van de economie en wil de rol van de overheid in de economie terugdringen. Haar denkbeelden worden verwezenlijkt in de laatste decennia van de eeuw.
- In de loop van de 20e eeuw wordt het gebruik van contant geld deels verdrongen door het girale betalingsverkeer. Het loonzakje maakt plaats voor de maandelijkse loonstrook.

### Arbeid en bedrijven
- De industrie komt door de technologische ontwikkeling tot massaproductie van goederen, die alleen tegen lagere prijzen kunnen worden afgezet en dus goedkoper moeten worden geproduceerd. Zo ontstaat export van productie en werkgelegenheid naar lagelonenlanden.
- De entree van de typemachine schept banen die vooral naar vrouwen gaan. Het kantoor wordt verder gemechaniseerd door het kopieerapparaat in de jaren vijftig en de personal computer in de jaren tachtig.
- In het begin van de eeuw kunnen ondernemer en werknemer vrij de contractvoorwaarden bepalen. Het grote machtsverschil dat vaak bestaat, leidt tot grove misstanden. Geleidelijk aan wordt de contractvrijheid van de partijen door wetgeving beperkt door het Sociaal recht. Dit is een rechtsgebied dat enerzijds bestaat uit sociaal zekerheidsrecht en anderzijds uit arbeidsrecht in België en het arbeidsrecht, ambtenarenrecht en medezeggenschapsrecht in Nederland.

## Maatschappij

### Belangrijke maatschappelijke ontwikkelingen
- Het ontstaan van jeugdcultuur. De groep jongvolwassenen heeft meer geld en vrije tijd en gaat die gezamenlijk en naar eigen inzicht besteden.
- De Rein Leven Beweging en het antimilitarisme uit het begin van de eeuw keren later in de eeuw terug in verzet tegen de consumptiemaatschappij, pacifisme en milieubeweging.
- Het is de eeuw van de sigaret, die de tabakspijp, sigaar en pruimtabak naar de achtergrond dringt. In de jaren dertig wint de Amerikaanse sigaret het van de Turkse sigaret. Na de Tweede Wereldoorlog komt de filtersigaret erbij, in eerste aanleg vooral populair bij de vrouw. In de jaren zestig beginnen organisaties als het Koningin Wilhelmina Fonds en het Astmafonds te wijzen op de gevaren en bezwaren van het roken en het meeroken. In de jaren negentig worden de eerste beperkingen gesteld aan het roken in openbare ruimtes.
- De drankbestrijding heeft tijdelijk enig succes, maar de westerse wereld kent ook de opkomst van de drugs en drughandel.

### Familieleven
- Er ontstaat aparte kinderkleding. Kinderboekenschrijvers gaan zich serieus verdiepen in de wereld van het kind.
- De familie, die bij elkaar in het dorp of de buurt woont, boet in aan belang. Het kerngezin, steeds kleiner van samenstelling, bestaat korter doordat de kinderen eerder het ouderlijk huis verlaten. Steeds meer huwelijken eindigen in echtscheiding.
- Het feminisme manifesteert zich in de strijd voor Vrouwenkiesrecht. De werkende vrouw wordt al snel onmisbaar op kantoor, op school en in de zorg. Maar op het huwelijk volgt ontslag. Dit verandert in de jaren zestig, al nemen de Nederlandse vrouwen de tijd om hun kinderen groot te brengen. Toch luidt dit het einde van de gescheiden leefsferen voor man en vrouw in.
- Geboortebeperking wordt in Nederland gepropageerd door de NVSH, die in achterkamertjes condooms en andere voorbehoedsmiddelen verkoopt. Na 1960 brengt de anticonceptiepil de seksuele revolutie op gang. Jongeren gaan samenwonen zonder te trouwen, en vrouwen stellen het krijgen van kinderen uit.
- Homoseksualiteit wordt na de Tweede Wereldoorlog in beslotenheid gedoogd. Vanaf de jaren zeventig komt er meer uitingsvrijheid.

### Recreatie en toerisme
- In 1900 verklaart de Zweedse pedagoog Ellen Key de nieuwe eeuw tot 'Eeuw van het kind'. In Nederland begint die eeuw met de invoering van de leerplicht. Maar geleidelijk worden ook sport en spel steeds belangrijker. Zo wordt in 1902 in Amsterdam de eerste openbare speeltuin opgericht en komt het Engelse scouting ook naar België en Nederland.
- Na de Eerste Wereldoorlog wordt in Europa de werkweek ingekort tot 48 uur. Voor het eerst worden ook enkele doorbetaalde vrije dagen gegeven. Zo ontstaat er tijd voor sport en recreatie.
- Buurtverenigingen en personeelsverenigingen richten speeltuinen en fanfarekorpsen op, en er worden openbare bibliotheken gesticht.
- Na de Tweede Wereldoorlog komt het zomerhuisje binnen het bereik van velen, zij het voor de arbeiders een gehuurd huisje voor een week en voor de gegoeden een tweede huis voor de weekends en vakantie. Behalve de Noordzeekust en de Ardennen worden ook de Veluwe, Drenthe, Zeeland en Zuid-Limburg een recreatieve bestemming.
- Vanaf de jaren zestig komt het massatoerisme op gang naar Frankrijk, Spanje, Italië en Joegoslavië. Tegen het eind van de eeuw zijn vliegvakanties naar bestemmingen over de hele wereld gewoon geworden.

## Ruimtelijke ontwikkeling
Stad en land
- Nieuwe materialen veranderen het aanzien van de wereld. Asfalt wordt op grote schaal toegepast in de wegenbouw, en beton wordt onmisbaar in de bouw van flats en bedrijfspanden.
- Uitvindingen als de lift, het kunstlicht en de airconditioning leiden tot het ontwerp van grote en hoge gebouwen, de wolkenkrabbers, waarmee New York beroemd wordt.
- Ook in de buitengebieden worden de wegen en paden verhard. In de steden komen de voetgangers door het toenemende verkeer in de verdrukking. De stoepjes voor de huizen maken daarom plaats voor doorlopende trottoirs.
- De urbanisatie verplaatst zich naar de derde wereld. waar rond de grote steden enorme sloppenwijken ontstaan. In Europa en de Verenigde Staten treedt juist suburbanisatie op: door de toenemende mobiliteit kunnen de mensen buiten de steden gaan wonen. De stadscentra verpauperen, wat dan weer het proces versnelt. Na 1970 gaan de overheden over tot stadsvernieuwing, of ze gaan een proces van gentrificatie bevorderen. Steden als New York, Londen en Amsterdam worden bevolkt door young urban professionals.
- Het is de eeuw van de winkel. In de eerste helft is er een wildgroei van winkels op vrijwel elke straathoek, met als nieuwigheid de etalage. In de grotere steden verrijzen warenhuizen naar Frans voorbeeld. Na de oorlog gaat men winkels concentreren in winkelcentra en wint het grootwinkelbedrijf terrein. Vanaf de jaren zestig nemen supermarkten een hoge vlucht.
- Vanaf de jaren twintig zijn het nieuwe bouwen en de stedenbouwkundige visie van Le Corbusier toonaangevend in architectenkringen, en later ook daarbuiten. De vele nieuwe wijken en steden die worden gebouwd met "licht, lucht en ruimte", volgens het concept van functiescheiding, blijken echter in de praktijk onveilig en op den duur onleefbaar. In 1961 brengt Jane Jacobs een tegenbeweging op gang, die zich verzet tegen de afbraak van oude binnensteden en volkswijken. Vervolgens leven de binnensteden op, terwijl de buitenwijken beginnen te vervallen.

### Natuur en recreatie
- In het begin van de 20e eeuw wordt in Nederland begonnen met herbebossing. Het gaat in veel gevallen om grovedennenbossen, eenvormige percelen met bomen van dezelfde leeftijd. Zij zijn bestemd voor mijnbouw, jacht en erosiebestrijding.
- Vanaf omstreeks 1975 streeft men een geïntegreerd bosbeheer na. Om meer natuurlijk bos te krijgen blijft dood hout vaak liggen, wat schuil- of voedselmogelijkheden voor allerlei insecten, schimmels, vogels en dergelijke biedt. Ook worden door lokaal te rooien open plekken geschapen waar inheemse soorten kunnen groeien. Natuurherstel van vennen en waterlopen levert eveneens een bijdrage aan een meer afwisselend bos.

## Cultuur

### Amusement
- In 1906 verschijnt de liedbundel Kun je nog zingen, zing dan mee. Dit liedboek wordt zeer populair en wordt de hele twintigste eeuw herdrukt. Geleidelijk echter verdringt de radio de zangcultuur.
- De pianola en het dansorgel maken in de loop van de eeuw plaats voor de grammofoon en de jukebox.
- De opkomst van de radio en televisie brengen ontspanning en educatie in de huiskamer, maar doen grote schade aan het verenigingsleven.
- De komst van de grammofoon leidt tot de doorbraak van jazz, rock-'n-roll en vele andere stromingen in de popmuziek.
- Na de Tweede Wereldoorlog wordt Europa overspoeld door de Amerikaanse cultuur, gericht op de massa. De Duitse operette wordt verdrongen door de Amerikaanse musical. Zeer bekende voorbeelden zijn My Fair Lady, West Side Story, The Sound of Music en Evita.
- Over de hele wereld worden de strips van Walt Disney gelezen. Internationale roem verwerft ook Hergé met De avonturen van Kuifje. Wereldroem in Vlaanderen en Nederland is weggelegd voor Willy Vandersteen, de schepper van Suske en Wiske. In Nederland is Marten Toonder top of the bill met Tom Poes.
- Ook het nieuwe medium van de film wordt al snel gedomineerd door producties uit Hollywood. Naast de zoete lovestories bieden de Amerikanen de westerns, die wel spanning maar geen zuiver historisch beeld geven, en later de kaskrakers in het genre sciencefiction.

### Godsdienst
- Met de Wereldzendingsconferentie van Edinburgh in 1910, waaraan verschillende protestantse richtingen deelnemen, begint de oecumenische beweging. In 1937 wordt besloten tot de oprichting van een Wereldraad van Kerken, maar door het uitbreken van de Tweede Wereldoorlog kan het oprichtingscongres pas in 1947 worden gehouden. In Nederland komt in 1961 het Samen op Weg-proces op gang, dat na het einde van de eeuw zal resulteren in een samengaan van Hervormden, Gereformeerden en Lutheranen tot de Protestantse Kerk in Nederland.
- Opkomst van de Pinksterbeweging en andere evangelicale stromingen in het christendom. Tegelijk neemt over de hele linie de ontkerkelijking toe.

Kunst
- De schilderkunst van de 20e eeuw laat de herkenbare voorstelling achter zich en legt het accent op vorm en kleur. Het centrum ligt aanvankelijk in Parijs, waar Kandinsky de abstracte kunst introduceert en in de Republiek van Weimar, waar Paul Klee het expressionisme verder ontwikkelt, naar New York, waar behalve de Europeanen Piet Mondriaan en Willem de Kooning Amerikanen als Jackson Pollock en Mark Rothko de abstracte schilderkunst belichamen. Met Andy Warhol en Roy Lichtenstein keert de voorstelling terug op het doek.
- Doorbraak van de zwarte muziek. Met stromingen als blues, jazz, soul en hiphop oefenen zwarte muzikanten grote invloed uit op de populaire muziek.
- De entree van de elektrische stroom leidt tot de ontwikkeling van nieuwe instrumenten als het Hammondorgel, de elektrische gitaar en het keyboard. De microfoon en de zaalversterker geven aan de zangstem een nieuwe dimensie. Ook de elektronische muziek beleeft een doorbraak.

### Sport
- De Olympische Spelen werden om de vier jaar gehouden, waar steeds meer landen aan gaan deelnemen. In de 20ste eeuw komen daar bij de Olympische Winterspelen vanaf 1924 en de Paralympische Spelen vanaf 1960.
- De voetbalsport verbreidt zich over de wereld. Internationaal ontstaan de Fédération Internationale de Football Association FIFA in 1904 en de Union of European Football Associations UEFA in 1954. De laatstgenoemde organiseert de wedstrijden om de Europacup I en de UEFA Cup. In 1930 worden de eerste wereldkampioenschappen gespeeld.
- Het wielrennen wordt in Vlaanderen volkssport nr. 1. Vanaf 1903 wordt jaarlijks de Ronde van Frankrijk gereden. Een van de vijfvoudige winnaars is Eddy Merckx. De Nederlanders Jan Janssen en Joop Zoetemelk winnen elk een keer.

## Belangrijke personen

### Politiek, religie en maatschappij
- Abdoel Aziz al Saoed, stichter van Saoedi-Arabië
- Konrad Adenauer, Duits politicus
- Yasser Arafat, Palestijns vrijheidsstrijder en politicus
- Douglas MacArthur, Amerikaans militair in de Tweede Wereldoorlog en de Koreaanse Oorlog
- Atatürk, grondlegger van Turkije
- David Ben-Gurion, grondlegger van de staat Israël
- Willy Brandt, Duits politicus
- Leonid Brezjnev, leider van de Sovjet-Unie van 1964 tot 1982
- George H.W. Bush, Amerikaans politicus
- Jimmy Carter, Amerikaans politicus
- Fidel Castro, Cubaans communistisch leider
- Nicolae Ceaușescu, Roemeens dictator
- Chiang Kai-shek, Chinees politicus
- Nikita Chroesjtsjov, Sovjet-Oekraïens politicus en leider van de Sovjet-Unie van 1953 tot 1964 stond bekend om zijn destalinisatie beleid
- Winston Churchill, Brits politicus tevens een van de leiders van de Geallieerden tijdens de Tweede Wereldoorlog en voorstander van de Europese eenwording
- Georges Clemenceau, Frans politicus
- Dalai lama Tenzin Gyatso
- Deng Xiaoping, Chinees staatsman
- Willem Drees, Nederlands politicus en premier
- Friedrich Ebert, Duits politicus, eerste democratisch leider van Duitsland
- Edward VII van het Verenigd Koninkrijk
- Dwight D. Eisenhower, 34e president van de Verenigde Staten
- Koningin Elizabeth II, koningin van het Britse Rijk
- Ludwig Erhard, Duits politicus
- Faisal bin Abdoel Aziz al-Saoed , koning van Saoedi-Arabië
- Francisco Franco, Spaans dictator
- Frans Jozef I van Oostenrijk, laatste keizer van Oostenrijk
- Violet Jessop, overleefde zowel de ondergang van RMS Titanic als HMHS Britannic
- Anne Frank, Holocaustslachtoffer, schrijfster en symbool
- Indira Gandhi, Indiaas politica
- Mahatma Gandhi, Indiaas vrijheidsstrijder, belangrijkste grondlegger van India
- Charles de Gaulle, Frans militair politicus
- David Lloyd George, Brits politicus
- David Ben-Gurion, stichter van de staat Israël.
- Michail Gorbatsjov, Sovjet-Russisch politicus, laatste leider van de Sovjet-Unie
- Heinz Guderian, Duits militair, een van de grondleggers van de blitzkrieg
- Che Guevara, Cubaans revolutionair
- Paul von Hindenburg, Duits militair uit de Eerste Wereldoorlog
- Keizer Hirohito van Japan
- Adolf Hitler, Duits politicus/dictator
- Hồ Chí Minh, communistisch grondlegger van het moderne Vietnam
- Saddam Hoessein, Irakees dictator
- Boris Jeltsin, Russisch politicus, eerste leider van Rusland na de ineenstorting van de Sovjet-Unie
- Lyndon B. Johnson, Amerikaans president, voerde radicale hervormingen door en stond bekend als de president die zijn interventie pleegde in Vietnam
- Paus Johannes XXIII, paus, direct verantwoordelijke voor het tweede Vaticaanse concilie
- Kim Jong-il, leider en dictator van Noord-Korea
- Johannes Paulus II, paus
- Juan Perón, Argentijns politicus en populist, in hoge mate verantwoordelijk voor de economische malaise die zijn land de laatste vijftig jaar heeft getroffen
- Juan Carlos I van Spanje, koning van Spanje, instrumenteel in het herstellen van de democratie in zijn land na de dictatuur van Franco
- John F. Kennedy, Amerikaans politicus, eerste katholieke president van de Verenigde Staten
- Ayatollah Ruhollah Khomeini, leider van het islamitische bewind in Iran
- Martin Luther King, Amerikaans burgerrechtenactivist, Nobelprijswinnaar
- Herbert Kitchener, Brits legeraanvoerder in de Eerste Wereldoorlog
- Henry Kissinger, Amerikaans politicus ten tijde van Richard Nixon
- Helmut Kohl, Duits politicus, in 1989/1990 in hoge mate instrumenteel in de hereniging van Duitsland
- Vladimir Lenin, Sovjet-Russisch politicus en revolutionair, grondlegger van het communisme in de Sovjet-Unie
- Erich Ludendorff, Duits generaal en politicus, instrumenteel in het beëindigen van zowel Eerste Wereldoorlog en het Duitse Keizerrijk
- Nelson Mandela, Zuid-Afrikaans politicus en activist
- Erich von Manstein, Duits militair, een van de leidende militairen achter de grote successen in de eerste drie jaar van de Tweede Wereldoorlog
- Slobodan Milošević, Servisch nationalistisch politicus en president van Servië en Joegoslavië
- François Mitterrand, Frans socialistisch politicus, dwong Duitsland in 1989/1992 tot de Europese Unie
- Mobutu, Zaïrees dictator
- Jean Monnet, een van de grondleggers van de EU
- Bernard Montgomery, Brits militair in de Tweede Wereldoorlog
- Maria Montessori, onderwijshervormer
- Benito Mussolini, Italiaans dictator
- Gamal Abdel Nasser, Egyptisch president, speelde een grote rol in de Suezcrisis
- Jawaharlal Nehru, een van de grondleggers van India
- Richard Nixon, Amerikaans president, grondlegger van de ontspanning met China
- Kwame Nkrumah, eerste president van Ghana,
- Mohammad Reza Pahlavi, laatste sjah van Perzië
- Olof Palme, sociaaldemocratisch Zweeds politicus
- George Patton, Amerikaans militair in de Tweede Wereldoorlog
- Józef Piłsudski, Pools politicus, grondlegger van de na de eerst wereldoorlog heropgerichte Poolse staat
- Pol Pot, Cambodjaans communistisch politicus, voerde een schrikbewind waarbij in vier jaar 20% van de bevolking van Cambodja het leven liet
- Ronald Reagan, Amerikaans president en iemand die de banden met de Sovjet-Unie aanhaalde
- John D. Rockefeller, in de eerste dertig jaar van de eeuw de rijkste man ter wereld
- Theodore Roosevelt, Amerikaans president in het eerste decennium van de eeuw
- Franklin D. Roosevelt, Amerikaans president, twaalf jaar lang Amerikaans president ten tijde van de Grote Depressie van de jaren dertig en de Tweede Wereldoorlog
- Robert Schuman, een van de grondleggers van de EU
- Haile Selassie, laatste keizer van Ethiopië
- Ariel Sharon, Israëlisch politicus
- Helmut Schmidt, Duits sociaaldemocratisch politicus uit de jaren zeventig
- Jan Christian Smuts, Zuid-Afrikaans militair politicus in de eerste helft van de eeuw
- Soekarno, Indonesische president, in de tweede helft van de jaren veertig grondlegger van de staat Indonesië
- Soeharto, Indonesische president, ruim dertig jaar leider van Indonesië
- Jozef Stalin, Sovjet-dictator en oorlogsleider.
- Rudolf Steiner, grondlegger van de antroposofie
- Sun Yat-sen, Chinees politicus
- Moeder Teresa, Albanees missiezuster
- Margaret Thatcher, Brits politica, brak de vakbonden en slaagde erin de voortdurende neergang van het Verenigd Koninkrijk in de jaren tachtig te doorbreken
- Tito, Joegoslavisch politicus, slaagde erin Joegoslavië gedurende dertig jaar verenigd te houden, een van de leiders van de niet-gebondenen.
- Hideki Tojo, Japans militair en politicus voor en tijdens de Tweede Wereldoorlog
- Leon Trotski, Russisch politicus, grote concurrent van Stalin
- Lech Wałęsa, Pools politicus, vakbondsleider, een van de nagels aan de doodskist van het communisme
- Wilhelm II van Duitsland laatste keizer van Duitsland
- Koningin Wilhelmina
- Woodrow Wilson, Amerikaans president, idealist, grondlegger van de Volkenbond
- Mao Zedong, communistisch leider/dictator van China, industrialiseerde China, was verantwoordelijk voor de Grote Sprong Voorwaarts en de Culturele Revolutie, als gevolg waarvan tientallen miljoenen mensen het leven lieten
- Georgi Zjoekov, Maarschalk van de Sovjet-Unie, vocht tegen het Duitse leger in de Tweede Wereldoorlog.

### Wetenschap, technologie en zaken
- Neil Armstrong, eerste man op de maan
- Louis Blériot, eerste vliegtocht over het Kanaal
- Niels Bohr, grondlegger van de kwantummechanica
- Norman Borlaug, Amerikaans agronoom
- Wernher von Braun, grondlegger van de rakettechnologie
- Paul Cohen, Amerikaans wiskundige
- Francis Crick, ontdekker van het DNA
- Marie Curie, Franse natuur- en scheikundige, ontdekster van radioactiviteit
- William Shockley, John Bardeen en Walter Brattain, uitvinders van de bipolaire transistor en winnaars van de Nobelprijs voor de Natuurkunde in 1956.
- Albert Einstein, Zwitsers-Duits-Amerikaans natuurkundige, grondlegger van de relativiteitstheorie
- Richard Feynman, Amerikaans natuurkundige, een van de grondleggers van de kwantumveldentheorie
- Henry Ford, Amerikaans industrieel, legde de basis voor de massaproductie
- Sigmund Freud, grondlegger van de psychoanalyse
- Joeri Gagarin, Russisch astronaut, eerste man in de ruimte
- Bill Gates, Amerikaans zakenman, stichter van Microsoft, propagator van MS-DOS en Windows
- Kurt Gödel, Oostenrijks-Amerikaans wiskundige en logicus
- Fritz Haber, Duits chemicus
- Stephen Hawking, Brits natuurkundige
- Martin Heidegger, Duits filosoof
- Werner Heisenberg, Duits natuurkundige
- Edwin Hubble, Amerikaans astronoom, ontdekte als een van de eersten de uitdijing van het heelal
- Steve Jobs, oprichter van Apple Inc. en NeXT Inc.
- John Maynard Keynes, Brits econoom, naamgever van het keynesianisme.
- John von Neumann, Hongaars-Amerikaans wiskundige, grondlegger van de moderne computer
- Henri Poincaré, Frans wiskundige
- Srinivasa Aaiyangar Ramanujan, Indiaas wiskundige
- Rudolf Steiner, Duits antroposoof
- Alan Turing, Britse informaticus en grondlegger van de computer
- Johan van Veen, Nederlands waterstaatkundige.
- James Watson, medeontdekker van het DNA
- Andrew Wiles, Brits wiskundige, bewees de laatste stelling van Fermat
- Ludwig Wittgenstein, Oostenrijks filosoof, met grote invloed op vooral de Britse filosofie
- Edward Witten, Amerikaans wis- en natuurkundige, grondlegger van de snaartheorie
- Gebroeders Wright, luchtvaartpioniers, slaagden er in 1903 als eersten in om te vliegen

### Kunst, sport en amusement
- Muhammad Ali, Amerikaans bokser
- Louis Armstrong, Amerikaans jazzmusicus
- Béla Bartók, Hongaars componist
- David Bowie, rockmusicus en songwriter
- Benjamin Britten, Engelse componist
- Johnny Cash, Amerikaans muzikant
- Coco Chanel, Frans modeontwerpster
- Charlie Chaplin, Engels filmkomiek
- Agatha Christie, Engels auteur
- Johan Cruijff, Nederlands voetballer
- Walt Disney, Amerikaans striptekenaar
- Bob Dylan, Amerikaans songwriter
- Clint Eastwood, Amerikaans acteur
- M.C. Escher, Nederlands graficus en tekenaar
- Sergej Eisenstein, Russisch cineast
- Bobby Fischer, Amerikaans schaker
- Greta Garbo, Zweeds actrice
- Judy Garland, Amerikaans actrice en zangeres
- George Gershwin, Amerikaans componist
- Marinus Jan Granpré Molière, Nederlands architect
- Audrey Hepburn, Amerikaans actrice
- Alfred Hitchcock, Brits cineast
- Whitney Houston, Amerikaanse zangeres en actrice
- Michael Jackson, Amerikaanse zanger-entertainer, heeft als eretitel The King of Pop
- John Lennon, Brits popmuzikant, vermoord in New York
- Diego Maradona, Argentijns voetballer
- Bob Marley, Jamaicaans muzikant
- Paul McCartney, Brits popmuzikant
- Freddie Mercury, Britse rockmusicus
- Marilyn Monroe, Amerikaans actrice
- Jim Morrison, Amerikaanse zanger en dichter
- Gustav Mahler, Oostenrijks componist
- Robert De Niro, Amerikaans acteur
- Pelé, Braziliaans voetballer
- Pablo Picasso, Spaans schilder
- Michel Platini, Frans voetballer
- Karl Popper, Brits-Oostenrijks filosoof
- Elvis Presley, Amerikaans zanger uit de jaren vijftig en zestig, een van de eerste popmuzikanten
- Prince, Amerikaans popartiest
- Sergej Prokofjev, Russisch componist
- Leni Riefenstahl, Duits cineast
- Bertrand Russell, Brits filosoof
- Jean-Paul Sartre, Frans filosoof en activist
- Frank Sinatra, Amerikaans artiest
- Dmitri Sjostakovitsj, Russisch componist
- Steven Spielberg, Amerikaans regisseur
- Bruce Springsteen, Amerikaanse rockzanger, gitarist en liedjesschrijver
- Richard Strauss, Duits componist, gedurende de eerste vijftien jaar van de eeuw een van de populairste componisten
- Meryl Streep, Amerikaans actrice
- Igor Stravinsky, Russisch componist
- Andy Warhol, Amerikaans poparticoon
- Stevie Wonder, Amerikaans zanger en muzikant
- Frank Zappa, Amerikaans componist en musicus

## Overzichten
- Schilderkunst van de 20e eeuw